# Associazione Calcio Mestre
La Associazione Calcio Mestre es un club de fútbol de Italia, con sede en Mestre, en Véneto. Fue fundado en 1927 y refundado en varias oportunidades. Compite en la Serie D, cuarta categoría del fútbol italiano.

## Historia
Fue fundado en el año 1927 (aunque tradicionalmente se indica la fecha de 1929) en Mestre, una localidad de Venecia en tierra firme, con el nombre US Mestrina luego de la fusión de dos equipos locales, logrando el ascenso a la segunda división norte en su primera temporada.
En la temporada 1930/31 logra el ascenso a la Prima Divisione Norte y para 1934 cambia su nombre por el de AFC Mestre luego de que un año antes estuviera inactivo, consiguiendo el ascenso a la primera división de Venezia en su regreso a la competencia.
En la temporada 1937/38 logra salir de las divisiones regionales para jugar por primera vez en la Serie C, donde se mantuvo hasta que inició la Segunda Guerra Mundial. Luego de finalizada la guerra el equipo es refundado como US Mestrina, en donde en la temporada de 1945/46 logra el ascenso a la Serie B por primera vez en su historia, aunque su presencia fue efímera luego de descender tras una temporada en la segunda categoría.
Luego de pasar la mayor parte de las siguientes temporadas en la Serie C, en 1980 cambia su nombre por el de AC Mestre, vagando entre la Serie C1 y Serie C2 y para 1987 el club es adquirido por el empresario Maurizio Zamparini, quien también era presidente del Venezia FC, fusionando ambos equipos y nace el Calcio Venezia-Mestre, con lo que el club deja de existir.
En ese mismo año el US La Malcontenta decide cambiar su nombre por el de US Malcontenta-Mestrina, cambiando su nombre por el de Mestre Calcio en 1993 hasta que en 2003 el club es refundado como Associazione Sportiva Mestre, y dos años después cambia su nombre por Associazione Calcio Mestre Associazione Sportiva Dilettantistica. En 2005 se fusiona con el A.C. Martellago, dando vida al Associazione Calcio Mestre. En 2015 se muda a Spinea y se convierte en el A.S.D. F.C. Spinea 1966; al mismo tiempo, el F.C. Union Pro se traslada desde Mogliano Veneto a Mestre asumiendo el nombre actual de Società Sportiva Dilettantistica Associazione Calcio Mestre.
En la temporada 2016/17 gana el grupo C de la Serie D y logra el ascenso a la Serie C.

## Palmarés

### Torneos interregionales
- Serie C (2): 1945-46 (Grupo A), 1947-48 (Grupo H)
- IV Serie (1): 1954-55 (Grupo D)
- Serie D (2): 1973-74 (Grupo C), 2016-17 (Grupo C)
- Campionato Nazionale Dilettanti (1): 1995-96 (Grupo D)

### Torneos regionales
- Eccellenza Veneto (1): 1994-95 (Grupo B)
- Seconda Categoria Veneto (1): 2004-05 (Grupo M)
- Copa Veneto (1): 2014-15

## Rivalidades
El club tiene varios rivales a nivel regional con presencia en la Serie A como FBC Treviso, Venezia FC y Calcio Padova.